# El Amigo del País
El Amigo del País era un periódico chileno editado en la ciudad de Copiapó. Circuló desde el 2 de agosto de 1872 hasta el 31 de enero de 1961. Fue uno de los periódicos de más larga existencia en la Región de Atacama.

## Historia
El Amigo del País apareció por primera vez como un semanario el 2 de agosto de 1872, dirigido por el sacerdote Guillermo Carter Gallo. Algunos de sus redactores en sus primeros años fueron Bruno Pizarro, Alejandro Magno Guerra y Arturo Ossa. La línea editorial de la publicación defendía los intereses de la iglesia católica en momentos en que se desarrollaban las reformas realizadas por los gobiernos liberales.
El periódico fue semanal durante su primer año. Posteriormente comenzó a aparecer dos veces por semana desde el 1 de septiembre de 1873 hasta el 1 de septiembre de 1878, y a partir de esa fecha comenzó a circular tres veces por semana.
En los años 50 el periódico perteneció a la Sociedad de Publicaciones El Tarapacá, que también editaba los diarios El Tarapacá, El Noticiero Huasquino y El Día. En 1955 Eduardo Sepúlveda Whittle asumió la dirección del diario, al igual que en sus pares vallenarino y serenense.
En 1960 Ismael Núñez Montero asumió la dirección de El Amigo del País hasta su desaparición. En ese mismo año el periódico es adquirido por Antonio Puga Rodríguez, quien decide cambiar el nombre del medio.
El 31 de enero de 1961 se publicó la última edición del diario, que al mes siguiente sería reemplazado por La Prensa, vespertino que era impreso en La Serena, y que a su vez fue reemplazado desde el 1 de agosto de 1970 por el diario Atacama, también perteneciente a la familia Puga.